# Ионеску, Александру
Александру Ионеску (рум. Alexandru Ionescu; 12 марта 1903, Бухарест — 1987) — румынский бобслеист. Участник зимних Олимпийских игр 1932 и 1936 годов.

## Биография
Александру Ионеску родился 12 марта 1903 года в румынском городе Бухарест.
Выступал в соревнованиях по бобслею за «Аэронавтику».
В 1932 году вошёл в состав сборной Румынии на зимних Олимпийских играх в Лейк-Плэсиде. В соревнованиях четвёрок команда Румынии, за которую также выступали Александру Папанэ, Улисе Петреску и Думитру Хуберт, заняла предпоследнее, 6-е место при шести выбывших экипажах, показав по сумме четырёх заездов результат 8 минут 24,22 секунды и уступив 30,54 секунды завоевавшей золото первой команде США. Из-за отсутствия государственного финансирования румыны катались на устаревшем деревянном бобе без специальной экипировки и шлемов.
В 1936 году вошёл в состав сборной Румынии на зимних Олимпийских играх в Гармиш-Партенкирхене. В соревнованиях четвёрок команда Румынии, за которую также выступали Александру Будиштяну, Тицэ Рэдулеску и Аурел Мэрэшеску, не смогла завершить четвёртый заезд и выбыла из розыгрыша.
Дважды становился чемпионом Румынии: в 1945 году в соревнованиях четвёрок, в 1947 году — в соревнованиях двоек.
Умер в 1987 году.